# Lễ hội búp bê Nhật Bản
Lễ hội búp bê Nhật Bản (Hina matsuri 雛祭り) là ngày dành cho bé gái, tổ chức hằng năm vào ngày 3 tháng 3. Lễ hội trở thành một nét văn hóa đặc trưng độc đáo trong đời sống người Nhật Bản.

## Lịch sử
Truyền thống chơi búp bê trong ngày của bé gái được bắt nguồn từ Thời kỳ Heian (794-1185), một giai đoạn trong lịch sử Nhật Bản. Ngày xưa người Nhật tin rằng, con búp bê có thể xua đuổi những linh hồn xấu. Vì vậy, họ đã làm ra những búp bê bằng rơm rồi thả xuống sông với mong muốn cầu mong cho những điều không tốt sẽ tránh xa những đứa bé.
Người Nhật gọi ngày hội này là Hina Matsuri (雛祭り), "Matsuri" có nghĩa là lễ hội, "Hina" có nghĩa là búp bê nhỏ, lễ hội còn được gọi là Momo no sekku (桃の節句) nghĩa là lễ hội hoa đào. Và người Nhật chọn ngày 3 tháng 3 hằng năm tổ chức lễ hội, vì đầu tháng 3 còn là thời điểm hoa đào nở rộ ở Nhật.

## Ý nghĩa lễ hội

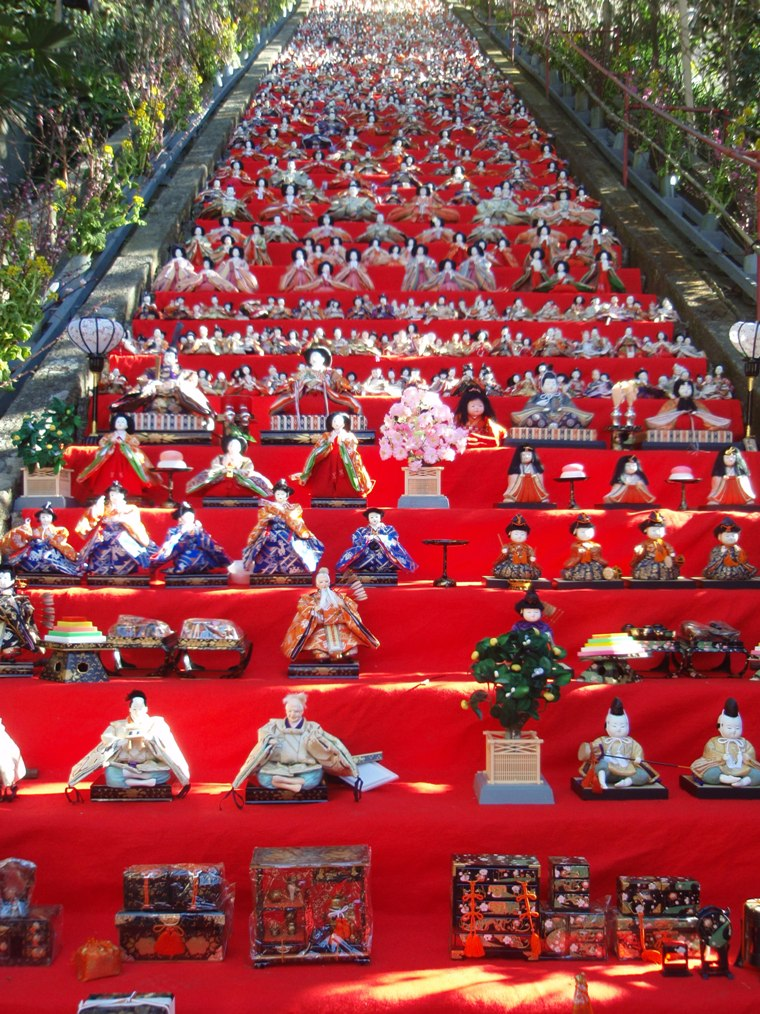
Bộ sưu tập lớn của Hina, trưng bày tại Katsuura, Chiba.

Cận cảnh Vua và Hoàng hậu

Lễ hội trở thành ngày cầu phúc, may mắn và sức khoẻ cho các bé gái trong gia đình, ước nguyện cho một cuộc hôn nhân hạnh phúc và cuộc sống gia đình sung túc mà các bậc cha mẹ nào cũng luôn mong muốn cho con gái của họ.
Lễ hội còn là dịp cả gia đình đoàn tụ cùng ra ngoài và tận hưởng khí trời khi mùa xuân mới sắp về.

## Búp bê Hina
Búp bê Hina là những vật trang trọng, được truyền từ đời này sang đời khác qua nhiều thế hệ. Chúng được trưng bày trong căn phòng đẹp nhất của gia đình một vài ngày trong kỳ lễ hội và sau đó được cất giữ cẩn thận trong hộp cho đến kỳ lễ hội của năm sau. Trong những gia đình khá giả, cha mẹ cũng thường mua tặng cho con gái mới sinh của họ một bộ búp bê để chuẩn bị cho ngày Hina Matsuri
Một bộ búp bê Hina đầy đủ có ít nhất 15 búp bê trong trang phục truyền thống làm bằng vải tơ tằm và được trang trí trên một kệ (Hina-ningyo) bảy tầng trải bằng thảm đỏ, dưới có sọc cầu vòng và để ở nơi trang trọng trong nhà.
Tầng cao nhất trên cùng là vua và hoàng hậu (được gọi là Dairibina 内裏様).  Vua được đặt bên trái và hoàng hậu được đặt bên phải. Sau lưng là một bức bình phong làm giấy vàng, hai bên có hai cây đèn đứng in hoa văn. Trước mặt vua và hoàng hậu là hai bình hoa được cắm hai nhánh hoa đào và hai bệ đựng mochi - một loại bánh dày nhân ngọt truyền thống của Nhật làm từ bột gạo.
Tầng thứ hai gồm ba con búp bê, là 3 cung nữ hầu rượu sake cho vua và hoàng hậu. Hai người hai bên ở tư thế đứng, người ở giữa thì ngồi. Ở giữa 3 người này là 2 takatsuki, loại bàn đứng được đặt Mochi hình tròn, 2 tầng trắng và hồng.
Tầng thứ ba gồm 5 búp bê. Đây là 5 nhạc công nam, 3 người chơi trống, 1 người thổi sáo, và 1 người cầm quạt.
Tầng thứ tư là 2 búp bê đại thần, bên trái là đại tướng quân.
Tầng thứ năm gồm 3 búp bê là hộ vệ cho vua và hoàng hậu. Hai bên được trang trí bằng một chậu hoa đào và một chậu quất.
Tầng thứ sáu và tầng dưới cùng dùng để trang trí nhiều vật dụng khác nhau như một loạt các đồ nội thất nhỏ, công cụ, toa xe
Tuy nhiên không phải gia đình nào cũng có thể sắm sửa, trưng bày được cả bảy tầng đúng như nghi thức mà thường đơn giản hóa đi, chỉ bày những tầng cơ bản nhất ở trên cùng.

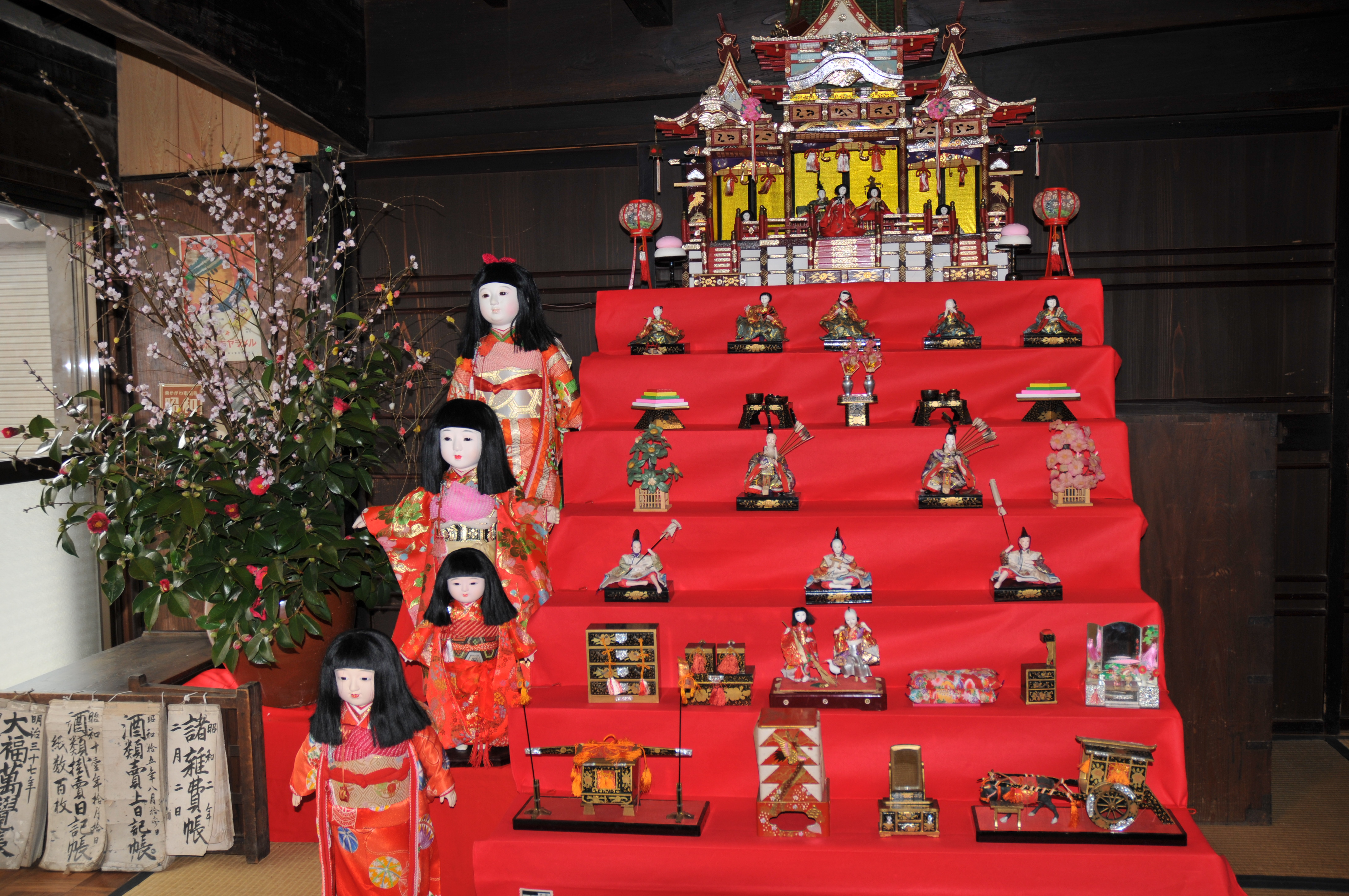
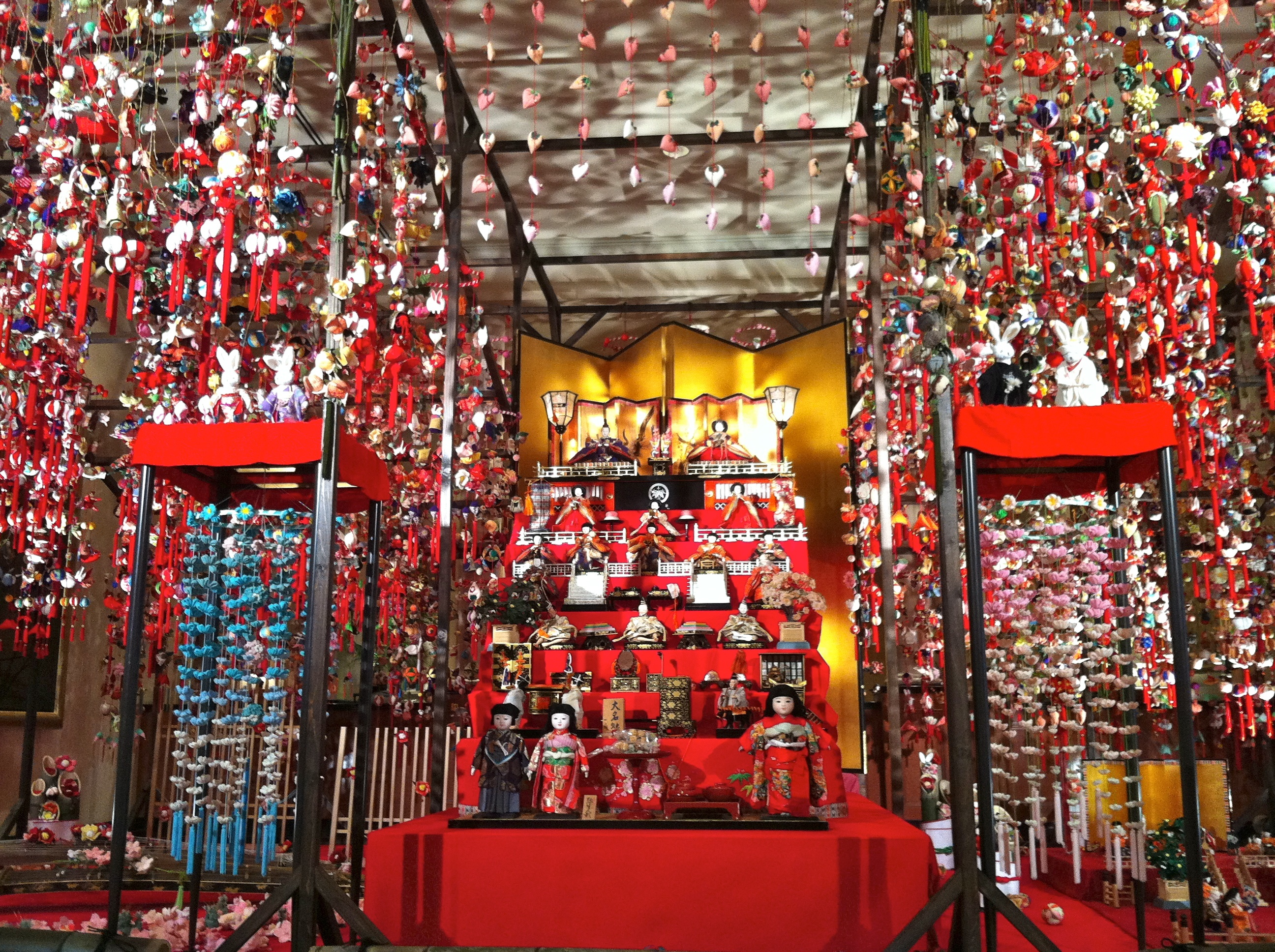
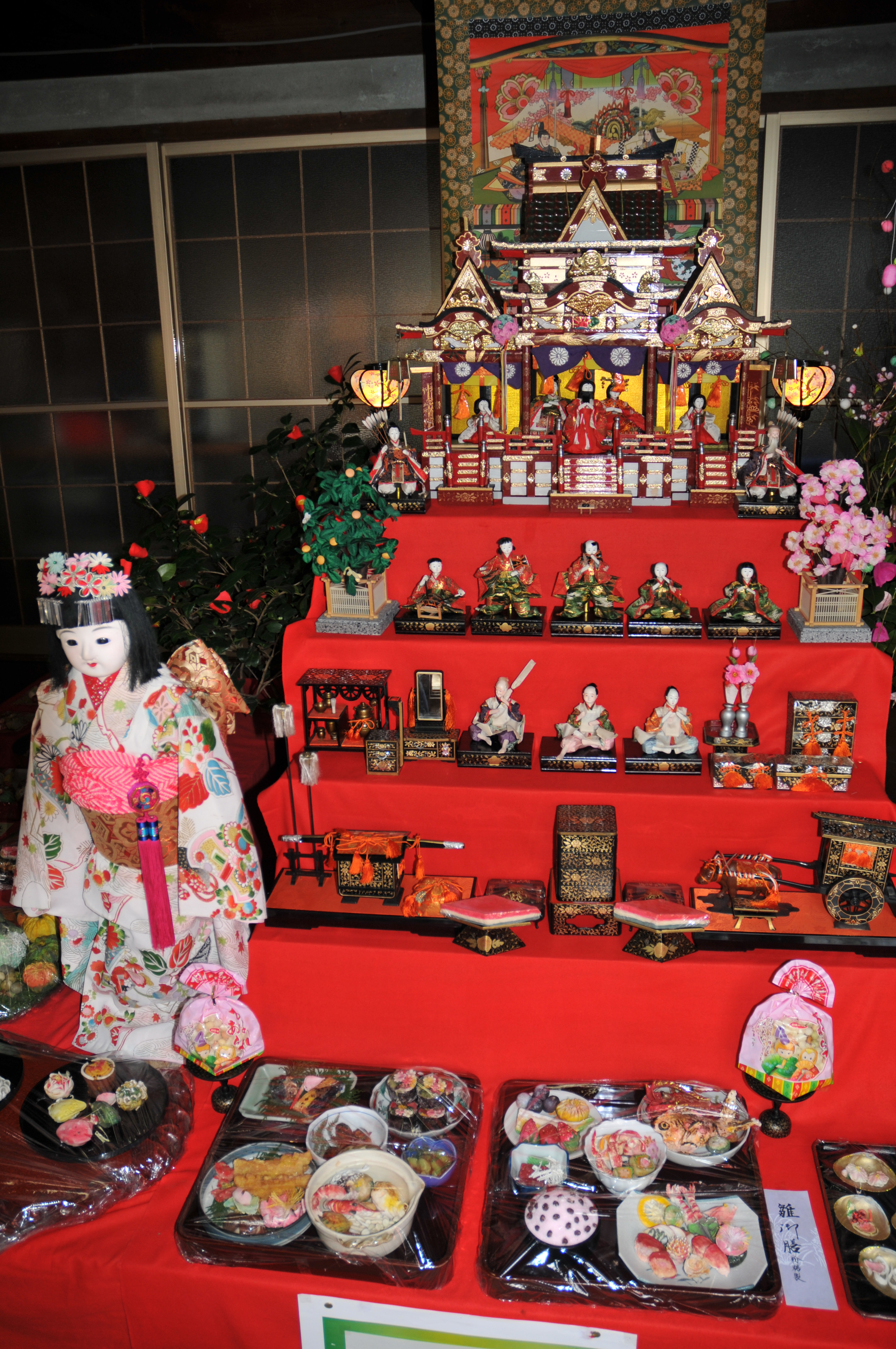

## Những tập tục trong ngày lễ
Vào ngày lễ các bé gái sẽ được cha mẹ tổ chức buổi tiệc dành riêng cho mình. Đây là dịp các bé gái có thể mời bạn bè đến nhà cùng thưởng thức những món ăn và bánh kẹo đặc trưng của lễ hội này, như là bánh gạo hishimochi, xôi đỗ sekihan, uống rượu ngọt shirosake được làm từ gạo lên men, các loại kẹo màu, các loại thạch... được dâng cho các búp bê. Các món ăn, bánh, kẹo đều có màu sắc phong phú, xanh, hồng, trắng được chế biến từ các loại lá cây rất tốt cho sức khỏe nhằm xua đuổi đi những ốm đau. bệnh tật

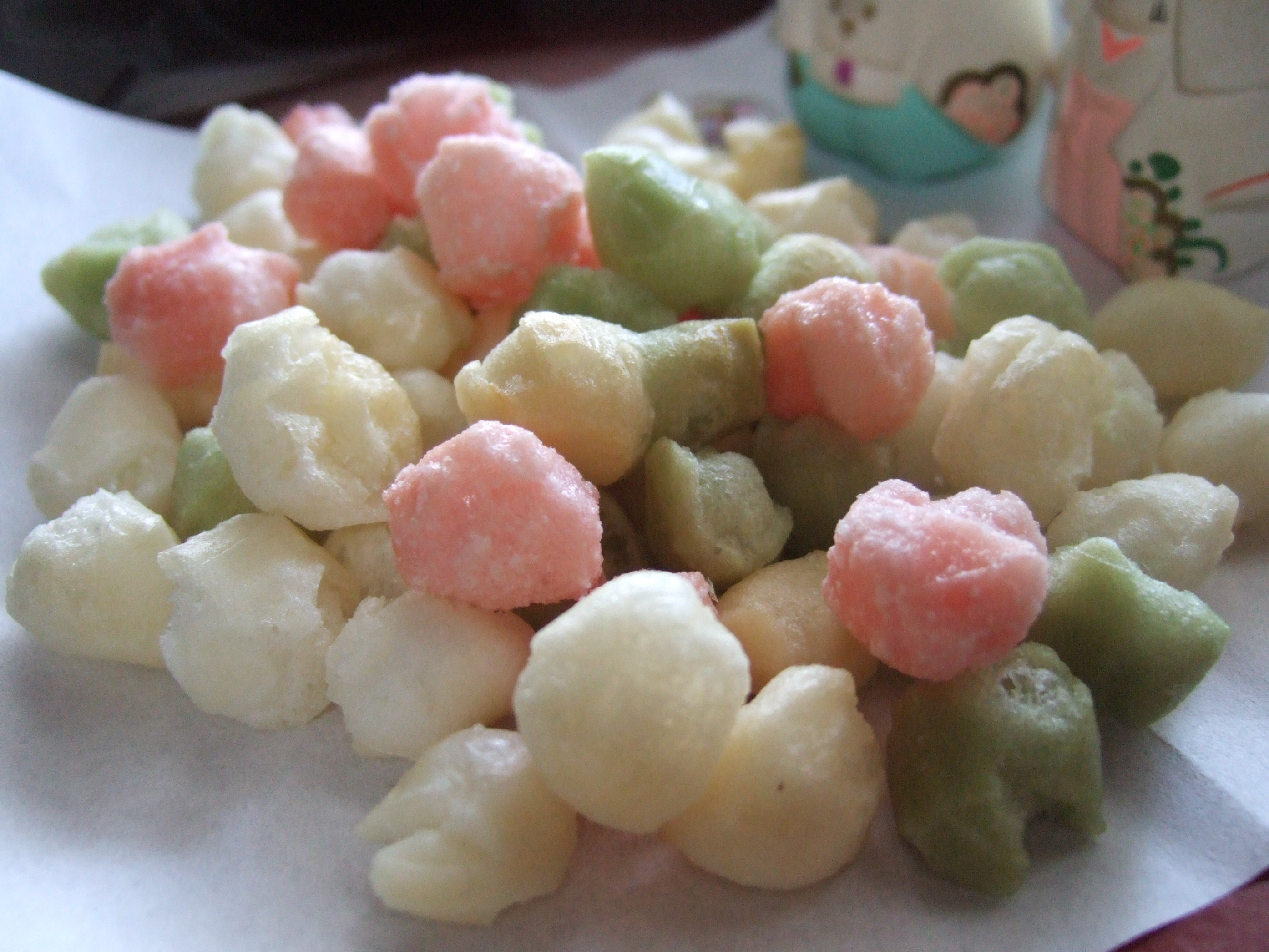

Người Nhật còn ăn chirashizushi, một món cơm sushi với nhiều loại nguyên liệu tươi ngon nữa, trong đó phải có món cá sống đặc trưng. Họ ăn canh nghêu, vì tin rằng hai mảnh vỏ nghêu ghép với nhau là biểu tượng của cuộc sống hạnh phúc và thuận hòa.
Trong lễ hội này người Nhật thường chưng hoa đào nên Hina Matsuri còn có tên là Momo-no-sekku nghĩa là Lễ hội hoa đào. Hoa đào loài hoa tượng trưng cho cuộc sống hôn nhân hạnh phúc, là biểu tượng không thể thiếu trong ngày lễ này.
Ngày nay, mỗi năm đến dịp Hina matsuri, các gia đình Nhật vẫn giữ truyền thống trang trí búp bê. Những con búp bê gia truyền được người Nhật trân trọng và các cô dâu khi về nhà chồng cũng được cho mang theo như một bảo vật hộ mệnh của gia đình.